# Huset som Gud glömde (film)
Huset som Gud glömde (engelska: The Amityville Horror) är en amerikansk skräckfilm från 1979 i regi av Stuart Rosenberg. Filmens handling är baserad på de påstådda övernaturliga upplevelser som familjen Lutz upplevde då de hade flyttat in på adressen 112 Ocean Avenue i Amityville i New York, i ett hus där ett massmord begåtts året innan. Efter att familjen flyttade in i sitt nya hus, hävdade de att en rad skrämmande paranormala händelser inträffade. I huvudrollerna som makarna Lutz ses James Brolin och Margot Kidder.

## Rollista i urval
- James Brolin – George Lutz
- Margot Kidder – Kathy Lutz
- Rod Steiger – fader Delaney
- Don Stroud – fader Bolen
- Murray Hamilton – fader Ryan
- John Larch – fader Nuncio
- Natasha Ryan – Amy Lutz
- K.C. Martel – Greg Lutz
- Meeno Peluce – Matt Lutz
- Michael Sacks – Jeff
- Helen Shaver – Carolyn
- Amy Wright – Jackie
- Val Avery – Sgt. Gionfriddo
- Elsa Raven – Mrs. Townsend
- Irene Dailey – tant Helena
- Marc Vahanian – Jimmy
- Ellen Saland – Jimmys hustru
- Eddie Barth – Agucci
- James Tolkan – rättsläkare